# Калнинь, Альфред Юрьевич
Альфред Юрьевич Калнинь (также Калнин; Алфредс Калныньш; латыш. Alfrēds Kalniņš; 12 февраля 1897 года, имение Виксель, Слампская волость, Туккумский уезд, Курляндская губерния — 25 сентября 1967 года, Рига) — советский военный деятель, генерал-майор (13 сентября 1944 года).

## Начальная биография
Альфред Юрьевич Калнинь родился 12 февраля 1897 года в имении Виксель Слампской волости Туккумского уезда Курляндской губернии.

## Военная служба

### Первая мировая и гражданская войны
В декабре 1914 года призван в ряды Русской императорской армии и направлен в Сибирский 8-й стрелковый полк, в составе которого в 1915 году после окончания учебной команды служил в чине унтер-офицера.
В начале 1916 года переведён в 4-й Видземский стрелковый полк в составе 1-й Латышской стрелковой дивизии (Северо-Западный фронт), после чего принимал участие в боевых действиях в районе Риги, в ходе которых при отступлении полка старший унтер-офицер А. Ю. Калнинь остался на занятой противником территории в связи с тем, что не смог форсировать реку Западная Двина в районе города Слока и 20 августа 1917 года был арестован, после чего находился в Рижской тюрьме, а затем — в концлагере Фридрихсгоф в районе Митавы, откуда в феврале 1918 года совершил побег и через Великие Луки прибыл в Москву.
15 мая на станции Инза А. Ю. Калнинь призван в ряды РККА, после чего назначен сотрудником в политотделе 1-й армии (Восточный фронт), а 7 августа — на должность военкома 1-го Украино-Белорусского полка (15-я Инзенская стрелковая дивизия), после чего принимал участие в боевых действиях против Чехословацкого корпуса и войск под командованием А. В. Колчака в районе городов Сызрань, Самара, Бугуруслан, Бузулук и других. В сентябре 1919 года назначен на должность командира батальона в составе 134-го стрелкового полка в составе той же 15-й стрелковой дивизии, которая была передислоцирована на Южный фронт и затем участвовала в боях в районе Коротояка, Острогожска, Луганска, Ростова-на-Дону и Новороссийска, а с июня 1920 года — против войск под командованием генерала П. Н. Врангеля в районе Каховки и на Перекопе.

### Межвоенное время
В июле 1921 года направлен на учёбу на курсы «Выстрел», после окончания которых направлен в 48-ю стрелковую дивизию (Московский военный округ), где служил на должностях командира батальона в составе 144-го и затем 142-го стрелковых полков, а в июле 1925 года назначен на должность помощника командира по строевой части 144-го стрелкового полка. В сентябре 1925 года переведён на должность помощника командира по строевой части 251-го стрелкового полка (84-я стрелковая дивизия), дислоцированного в Туле.
28 декабря 1928 года повторно направлен на учёбу на курсы «Выстрел», после окончания которых 12 сентября 1929 года назначен на должность командира батальона на Московских военно-политических курсах имени В. И. Ленина, а 30 апреля 1931 года — на должность командира и военкома 150-го стрелкового полка (50-я стрелковая дивизия, Московский военный округ).
В 1932 году окончил факультет вечернего обучения Военной академии имени М. В. Фрунзе. В августе того же года назначен на должность инспектора, в январе 1934 года — на должность помощника командира 209-й авиабригады ВВС (ОКДВА), дислоцированной в городе Спасск-Дальний, а 13 марта 1935 года — на должность командира и военкома 105-го стрелкового полка (35-я стрелковая дивизия, Забайкальская группа войск).
Полковник Альфред Юрьевич Калнинь 30 апреля 1938 года был арестован органами НКВД, приказом НКО от 9 мая того же года уволен из рядов армии по ст. 44 п. «а» и до 31 декабря 1939 года находился под следствием. 31 марта 1940 года восстановлен в кадрах РККА и затем назначен на должность преподавателя тактики на курсах «Выстрел».

### Великая Отечественная война
С началом войны находился на прежней должности, а в октябре 1941 года переведён начальником филиала курсов «Выстрел» в Новосибирске.
4 февраля 1942 года назначен на должность заместителя командира 201-й стрелковой дивизии, которая с 13 февраля в составе 1-й ударной армии вела боевые действия в районе Бородино, в ходе которых 18 февраля полковник А. Ю. Калнин был тяжело ранен, после чего лечился в госпитале. После выздоровления 1 июня того же года вернулся на прежнюю должность и с 20 июля участвовал в наступательные боевых действиях в районе Туганово северо-западнее Демянска. Приказом НКО от 5 октября 1942 года 201-я стрелковая была преобразована в 43-ю гвардейскую, после чего участвовала в боевых действиях на рубеже Симоново, Россино.
С 24 декабря 1942 года полковник А. Ю. Калнин находился в резерве Военного совета Северо-Западного фронта, одновременно исполняя должность преподавателя тактики Объединённых фронтовых курсов младших лейтенантов. В июне 1943 года направлен на учёбу на ускоренный курс Высшей военной академии имени К. Е. Ворошилова, после окончания которого с января 1944 года находился в распоряжении Военного совета 2-го Прибалтийского фронта, где 6 апреля назначен на должность командира 182-й стрелковой дивизии, которая вела боевые действия на Стрежневском плацдарме.
5 июня 1944 года назначен на должность командира 43-й гвардейской стрелковой дивизии, которая вскоре принимала участие в ходе Режицко-Двинской, Мадонской и Рижской наступательных операций, а также в освобождении городов Двинск, Резекне и Рига. В ноябре — декабре дивизия участвовала в боевых действиях против курляндской группировки войск противника. С 11 января 1945 года генерал-майор А. Ю. Калнинь находился на лечении по болезни в госпитале Ессентуков, и по выздоровлении 27 февраля того же года вернулся на должность командира 43-й гвардейской стрелковой дивизии, которая участвовала в боевых действиях против курляндской группировки войск противника.

### Послевоенная карьера
После окончания войны находился на прежней должности.
С июля 1946 года находился в распоряжении Военного совета Прибалтийского военного округа и в октябре того же года назначен на должность военного комиссара Латвийской ССР.
Генерал-майор Альфред Юрьевич Калнинь 4 января 1951 года вышел в отставку по болезни. Умер 25 сентября 1967 года в Риге. Похоронен на кладбище Райниса.

## Награды
- Орден Ленина (21.02.1945);
- Четыре ордена Красного Знамени (1925[1], 15.08.1944, 03.11.1944, 20.06.1949);
- Орден Кутузова 2 степени (30.07.1944);
- Орден Отечественной войны 1 степени (06.06.1945);
- Два ордена Красной Звезды (13.12.1942; 24.06.1948);
- Медали.

## Воинские звания
- Полковник (17 февраля 1936 года);
- Генерал-майор (13 сентября 1944 года).